# جدوه (المهرة)

تعديل مصدري - تعديل

جُدُوهْ هي إحدى قرى مديرية حصوين التابعة لمحافظة المهرة، بلغ تعداد سكانها 1097 نسمة حسب تعداد اليمن لعام 2004.